# Próteusz
Próteusz (görögül:  Πρωτεύς, Πρατεύς) a görög mitológiában tengeri isten. Mint Poszeidón fia a tengeri istenségek (Glauké, Néreusz és Phorküsz) valamennyi tulajdonságával rendelkezik: öreg, számtalan gyermeke (Proteidák) vagy gyámoltja (fókák) van, képes bármilyen alakot felvenni, és mindentudó; fókacsordák őrzője. Lévén Aigüptosz és Gorgophóné fia, Pszamathé férje, Memphiszben uralkodott. Hérodotosz Próteusz nevét pa-ruti, „fáraó” címmel véli azonosnak. Diodórosz szerint Próteusz másik neve Ketész, ez az egyiptomi Henti névből ered, ami ugyanúgy elsőt jelent, mint a görög proteiosz. Lehetséges, hogy Széthnaht fáraóval azonos.
Próteusz eltitkolja jóstehetségét, csak annak jósol, aki eredeti mivoltában foglyul ejti őt. Nála tartózkodott Egyiptomban a valóságos Helené (akinek Parisz csupán élő képmását kapta meg, mivel Zeusz vagy Héra ezzel az ál-Helenével cserélte ki az igazit). Trója bevétele után Próteusz elmondja Menelaosznak, mi lesz a görög sereg sorsa; Menelaosz ezt Próteusz leánya (vagy felesége), Eidóthea (vagy Eidó) segítségével érte el, aki figyelmeztette, hogy bár Próteusz különböző állatok (oroszlán, párduc, kígyó, bika, vadkan, madár és majom) alakját ölti fel, majd tűzzé, vízzé és fává változik, fogva kell tartani mindaddig, míg visszanyeri saját, álmos kis öregemberkülsejét. Az Odüsszeiában szereplő epizód már az ókorban is allegorikus értelművé vált: a sztoikusok Próteuszban az Eidóthea (szó szerint „a forma istennője”) által megformált anyag (lásd Francis Bacon: Próteusz az Anyag) allegóriáját látták.
Két fia, Polügonosz és Télegonosz Héraklész kilencedik feladatában tűnik fel, mint Toróné urai.